# ماكسيم ليسوفي
ماكسيم ليسوفي (بالأوكرانية: Лісовий Максим Олексійович)‏ (21 مايو 1985 بتشيركاسي في أوكرانيا - ) هو لاعب كرة قدم أوكراني في مركز الوسط. لعب مع دينامو مينسك وزوريا لوهانسك ونادي بلشينا بوبرويسك ونادي غوميل وFC Sevastopol ‏ وFC Poltava ‏ وFC Yednist Plysky ‏ وPFC Sumy ‏ وFC Borysfen Boryspil ‏ وFC Cherkashchyna ‏ وFC Dnipro Cherkasy ‏ وكريمين كريمنشوك ‏ وFC Dnepr Mogilev ‏ ونادي فولين لوتسك وFC Borysfen-2 Boryspil ‏.

## وصلات خارجية
- ماكسيم ليسوفي على موقع اتحاد أوكرانيا (الإنجليزية)
- ماكسيم ليسوفي على موقع قاعدة بيانات كرة القدم.إي يو (الإنجليزية)
- ماكسيم ليسوفي على موقع Soccerway.com (الإنجليزية)